# 개로왕
개로왕(蓋鹵王, ? ~ 475년 9월)은 백제의 제21대 국왕(재위: 455년 9월 ~ 475년 9월)이다. 근개루왕(近蓋婁王), 개도왕(蓋圖王)으로도 불린다. 이름은 경사(慶司) 또는 여경(餘慶)이며, 《일본서기》에 등장하는 가수리군(加須利君)이라는 칭호도 있다.
.
그와 후대 왕의 가계에 대해서는 이설이 존재하는데, 삼국사기나 삼국유사에 의하면 문주왕과 곤지가 그의 아들이라 하지만, 후에 사라진 백제신찬을 인용했다는 일본서기나 속일본기에 의하면 문주왕과 곤지는 모두 그의 이복 동생이라 한다. 중국 남북조시대의 남조 양나라의 기록인 양서에는 문주왕은 개로왕의 아들이라 한다. 남하정책을 펼치던 고구려 장수왕의 공격을 받아 위례성 일대에서 전투 도중 고구려군의 첩자에 속아, 사로잡혀 처형당하였다.

## 생애
비유왕의 아들로 부왕 사후 즉위하였다. 《삼국사기》는 455년에 즉위하였다고 했고, 《일본서기》는 《백제신찬》의 기사를 인용하여 기사년(429년)에 즉위하였다고 기록해 양자가 차이를 보이는데, 단순히 《일본서기》 기록의 오류로 보기도 하지만, 왕의 즉위가 다소 불안정한 것이었음을 보여주는 것으로 여겨진다. 아울러 《일본서기》는 429년에 왜에서 백제의 왕녀를 구하자 모니부인(慕尼夫人)의 딸을 꾸며 적계여랑(適稽女郞)이라 하여 왜왕에게 바쳤다고 한다.
《삼국사기》는 비유왕이 죽은 지 한 달만인 455년 10월에 고구려가 백제를 침공하였고 이때 신라의 눌지왕(訥智王)이 군사를 보내 구원하였다고 적고 있다. 안정복(安鼎福)은 《동사강목(東史綱目)》에서 이를 나제동맹이 본격적으로 발휘되기 시작한 첫 사례임을 지적하였다.
한편 중국의 《송서(宋書)》 이만열전에는, 개로왕 4년인 458년 8월에 송(宋)에 사신을 보내, 행관군장군(行冠軍將軍) 우현왕(右賢王) 여기(餘紀) 등 11인의 「문무가 뛰어나고 충성스러우며 근면함」을 말하면서 3품 관직의 제수를 청했다는 기록이 나온다. 이때 관직을 제수받은 11인 가운데 8인은 여(餘)씨 즉 부여씨로 백제 왕족의 성씨를 지닌 자였으며, 이것은 개로왕이 추구했던 왕족 중심의 집권체제를 보여줌과 동시에, 귀족들의 반발과 지배층의 분열을 일으켜 후에 문주왕이 귀족인 해구에게 살해되는 복선이 되기도 하였다.
개로왕이 관직 수여를 청한 왕족 가운데 행정로장군(行征虜將軍) 좌현왕(左賢王)이 된 여곤(餘昆)은 곤지(琨支)와 동일인물로 추정되고 있다. 부여곤지는 개로왕 5년인 459년에 왕명으로 왜로 파견되는데(《일본서기》) 대체로 곤지가 어떤 이유로 축출당한 것으로 보인다. 이때 곤지는 개로왕에게 왕의 부인을 줄 것을 청했고 개로왕은 그 말을 들어주면서 「부인이 지금 임신하여 산달이 가까웠으니 가는 길에 해산하거든 어디에서든 본국으로 돌려보내라」고 명했고, 이는 부여사마(무령왕)의 탄생 복선이 된다.
15년(469년)부터 개로왕은 고구려의 남쪽 변경을 공격하게 하고, 쌍현성(雙峴城)을 수리하고 청목령(靑木嶺)에 목책을 쌓아 북한산성(北漢山城)의 군사를 보내 지키게 하는 등 고구려에 대한 견제책을 펼쳤다.
18년(472년)에는 관군장군(冠軍將軍)·부마도위(駙馬都尉)·불사후(弗斯侯)·장사(長史) 여례(餘禮)와 용양장군(龍驤將軍)·대방태수(帶方太守)·사마(司馬)·장무(張茂)를 위(魏)에 사신으로 보냈는데, 그 목적은 고구려와 전쟁을 벌여달라고 요청하는 것이었다. 《위서(魏書)》 백제전 및 《삼국사기》 백제본기에 당시 개로왕이 보낸 국서가 실려 있는데, 백제가 보낸 국서는 유교적인 수사와 경전의 글귀를 여기저기에서 활용하고 있어 당시 백제의 유교 수용상황과 수준을 짐작하게 하는 사례로 거론되며, 조선 초의 《동문선(東文選)》에도 「백제상위주청벌고구려표(百濟上魏主請伐高句麗表)」라는 제목으로 수록되었다. 국서 속에서 개로왕은 고구려의 정세를 두고 「지금 연(璉, 장수왕)은 죄가 있어 나라가 어육(魚肉)이 되어 대신과 힘센 귀척들을 마구 죽이기를 서슴지 않으니 죄가 차고 악이 쌓여 백성들은 무너지고 흩어졌다」, 「고려(고구려)는 의롭지 못하여 거스르고 속이는 짓이 한두 가지가 아닌데, 겉으로는 번국(藩國)인 척 말을 낮추고 있지만 속으로는 흉악한 재앙과 저돌적인 행위를 품어, 남쪽으로 유씨(劉氏, 송 (남조))와 내통하고 혹은 북쪽으로 연연(蠕蠕)과 맹약하여 서로 입술과 이처럼 의지하면서 왕법(북위 (북조))을 능멸하려 한다」고 하여 당시 고구려의 내부 상황이 무척 혼란스러움을 전하고, 또한 경진년(440년) 무렵(경진년은 비유왕 14년으로 이 해 겨울 10월에 백제가 송 (남조)에 사신을 보낸 일이 있다) 백제 서쪽 국경의 소석산북국(小石山北國) 바다에서 시체 10여 구를 발견한 사실과 함께 그 시체가 갖추고 있던 의복과 기물(器物)과 안장(鞍裝)과 굴레[勒] 등을 들어 위 (북조)의 사신이 백제로 오던 길에 고려(고구려)에 의해 살해된 것이라고 주장하고 있다.
그러나 당시 북위 (북조)(魏)의 현조(顯祖)는 소안(邵安)을 사신으로 백제에 답변을 전달했지만 그 내용은 1) 백제에 보냈던 사신이 아직 돌아오지 않고 있긴 하지만 백제에서 사신의 것이라며 보내온 기물들은 조사 결과 중국의 것이 아니며, 2) 고구려는 이미 북위 (북조)(魏)에 조공을 보내고 국교를 맺은 지가 오래되었고 위에 드러날 정도로 잘못한 것이 없으며, 3) 이번에 처음 사신을 보내면서 군사를 일으켜달라고 요청하는 것은 곤란하다, 는 점을 들어 백제의 요청을 거절하는 것이었다. 아울러 이 국서를 전달하는 임무를 맡았던 소안은 고구려를 경유하여 백제로 가려 했지만 장수왕의 거절로 길이 막혀 백제로 가지 못했으며, 다시 바다를 통해 백제로 들어가려다 결국 도착하지 못하고 돌아와야 했다. 위(魏)에 대한 군사 지원 요청이 제대로 이루어지지 못하자 개로왕은 북위 (북조)(魏)와의 국교를 아예 끊어버리고 말았다(《삼국사기》).
무리한 토목 공사와 권위는 백성들의 원망을 사기에 충분하였으며, 이는 《삼국사기》의 도미 부부 설화에도 잘 나타나 있다.
3년 뒤인 475년, 고구려 장수왕의 공격으로 백제의 위례성은 함락되고 개로왕도 처형되었다. 《삼국사기》에는 고구려에서 첩자로 보낸 승려 도림의 진언에 따라 왕성의 성곽과 궁실, 누각, 활 쏘는 사대(射臺)를 짓고 선왕의 능묘를 수리하는 과정에서 무리한 토목공사로 인해 국고가 고갈되고 백성들이 곤궁에 빠졌고, 이를 틈타 쳐들어온 고구려군에 의해 수도 위례성이 함락되고 개로왕 자신도 죽음을 맞았다고 한다. 고구려군이 처음 공격해오자 개로왕은 왕자 문주(文周)를 남쪽으로 도피시키고, 한성(漢城)이 함락되기 직전에 수십 기(騎)를 거느리고 성을 빠져나왔지만 고구려군의 재증걸루(再曾桀婁) · 고이만년(古尒萬年) 두 장수에게 붙잡혀 아차성 아래로 끌려가 피살되었는데 두 사람에 대해 《삼국사기》는 원래 백제 사람으로 죄를 지어 고구려로 도망친 자라고 설명하고 있다.
《일본서기》 유랴쿠 5년조는 이때 백제가 고구려에 의해 아예 멸망당하였으며, 《백제기》의 「고니키시(國王) 및 오오키사키(大后)·고니세시무(王子) 등이 모조리 적의 손에 죽었다(國王及大后·王子等, 皆沒敵手)」라는 기록을 인용하고, 이때 멸망한 백제를 왜왕이 다시 일으켜 세워주었다는 뉘앙스로 서술하고 있다.

## 도미 부부 설화
《삼국사기》 열전에는 개루왕 때의 일이라 하여 도미라는 인물의 열전이 수록되어 있는데, 오늘날 이것은 개로왕(근개루왕) 때의 일을 반영한 것으로 여겨지고 있다.

## 가계

### 《삼국사기》, 《삼국유사》
|  |  | 비유왕 毗有王 |               |               |               |               |               |  |  |  |  |  |  |               |               |               |               |               |               |  |  |  |  |  |  |  |  |  |  |  |  |  |  |  |  |  |  |  |  |  |  |  |  |  |  |  |  |  |  |  |  |  |  |  |  |  |  |
|  |  |               |               |               |               |               |               |  |  |  |  |  |  |               |               |               |               |               |               |  |  |  |  |  |  |  |  |  |  |  |  |  |  |  |  |  |  |  |  |  |  |  |  |  |  |  |  |  |  |  |  |  |  |  |  |  |  |
|  |  | 개로왕 蓋鹵王 |               |               |               |               |               |  |  |  |  |  |  |               |               |               |               |               |               |  |  |  |  |  |  |  |  |  |  |  |  |  |  |  |  |  |  |  |  |  |  |  |  |  |  |  |  |  |  |  |  |  |  |  |  |  |  |
|  |  |               |               |               |               |               |               |  |  |  |  |  |  |               |               |               |               |               |               |  |  |  |  |  |  |  |  |  |  |  |  |  |  |  |  |  |  |  |  |  |  |  |  |  |  |  |  |  |  |  |  |  |  |  |  |  |  |
|  |  |               |               |               |               |               |               |  |  |  |  |  |  |               |               |               |               |               |               |  |  |  |  |  |  |  |  |  |  |  |  |  |  |  |  |  |  |  |  |  |  |  |  |  |  |  |  |  |  |  |  |  |  |  |  |  |  |
|  |  | 문주왕 文周王 | 문주왕 文周王 | 문주왕 文周王 | 문주왕 文周王 | 문주왕 文周王 | 문주왕 文周王 |  |  |  |  |  |  | 곤지 昆支     | 곤지 昆支     | 곤지 昆支     | 곤지 昆支     | 곤지 昆支     | 곤지 昆支     |  |  |  |  |  |  |  |  |  |  |  |  |  |  |  |  |  |  |  |  |  |  |  |  |  |  |  |  |  |  |  |  |  |  |  |  |  |  |
|  |  | 문주왕 文周王 | 문주왕 文周王 | 문주왕 文周王 | 문주왕 文周王 | 문주왕 文周王 | 문주왕 文周王 |  |  |  |  |  |  | 곤지 昆支     | 곤지 昆支     | 곤지 昆支     | 곤지 昆支     | 곤지 昆支     | 곤지 昆支     |  |  |  |  |  |  |  |  |  |  |  |  |  |  |  |  |  |  |  |  |  |  |  |  |  |  |  |  |  |  |  |  |  |  |  |  |  |  |
|  |  | 삼근왕 三斤王 | 삼근왕 三斤王 | 삼근왕 三斤王 | 삼근왕 三斤王 | 삼근왕 三斤王 | 삼근왕 三斤王 |  |  |  |  |  |  | 동성왕 東城王 | 동성왕 東城王 | 동성왕 東城王 | 동성왕 東城王 | 동성왕 東城王 | 동성왕 東城王 |  |  |  |  |  |  |  |  |  |  |  |  |  |  |  |  |  |  |  |  |  |  |  |  |  |  |  |  |  |  |  |  |  |  |  |  |  |  |
|  |  | 삼근왕 三斤王 | 삼근왕 三斤王 | 삼근왕 三斤王 | 삼근왕 三斤王 | 삼근왕 三斤王 | 삼근왕 三斤王 |  |  |  |  |  |  | 동성왕 東城王 | 동성왕 東城王 | 동성왕 東城王 | 동성왕 東城王 | 동성왕 東城王 | 동성왕 東城王 |  |  |  |  |  |  |  |  |  |  |  |  |  |  |  |  |  |  |  |  |  |  |  |  |  |  |  |  |  |  |  |  |  |  |  |  |  |  |
|  |  |               |               |               |               |               |               |  |  |  |  |  |  | 무령왕 武寧王 |               |               |               |               |               |  |  |  |  |  |  |  |  |  |  |  |  |  |  |  |  |  |  |  |  |  |  |  |  |  |  |  |  |  |  |  |  |  |  |  |  |  |  |

### 《일본서기》[4]
|  |  | 비유왕 毗有王 |               |               |               |               |               |  |  |  |  |  |  |                          |                          |                          |                          |                          |                          |  |  |  |  |  |  |                  |                  |                  |                  |                  |                  |  |  |  |  |  |  |               |               |               |               |               |               |  |  |  |  |  |  |  |  |  |  |  |  |  |  |  |  |  |  |  |  |
|  |  |               |               |               |               |               |               |  |  |  |  |  |  |                          |                          |                          |                          |                          |                          |  |  |  |  |  |  |                  |                  |                  |                  |                  |                  |  |  |  |  |  |  |               |               |               |               |               |               |  |  |  |  |  |  |  |  |  |  |  |  |  |  |  |  |  |  |  |  |
|  |  |               |               |               |               |               |               |  |  |  |  |  |  |                          |                          |                          |                          |                          |                          |  |  |  |  |  |  |                  |                  |                  |                  |                  |                  |  |  |  |  |  |  |               |               |               |               |               |               |  |  |  |  |  |  |  |  |  |  |  |  |  |  |  |  |  |  |  |  |
|  |  | 문주왕 汶洲王 | 문주왕 汶洲王 | 문주왕 汶洲王 | 문주왕 汶洲王 | 문주왕 汶洲王 | 문주왕 汶洲王 |  |  |  |  |  |  | 개로왕 蓋鹵王 (加須利君) | 개로왕 蓋鹵王 (加須利君) | 개로왕 蓋鹵王 (加須利君) | 개로왕 蓋鹵王 (加須利君) | 개로왕 蓋鹵王 (加須利君) | 개로왕 蓋鹵王 (加須利君) |  |  |  |  |  |  | 곤지 昆支 (軍君) | 곤지 昆支 (軍君) | 곤지 昆支 (軍君) | 곤지 昆支 (軍君) | 곤지 昆支 (軍君) | 곤지 昆支 (軍君) |  |  |  |  |  |  |               |               |               |               |               |               |  |  |  |  |  |  |  |  |  |  |  |  |  |  |  |  |  |  |  |  |
|  |  | 문주왕 汶洲王 | 문주왕 汶洲王 | 문주왕 汶洲王 | 문주왕 汶洲王 | 문주왕 汶洲王 | 문주왕 汶洲王 |  |  |  |  |  |  | 개로왕 蓋鹵王 (加須利君) | 개로왕 蓋鹵王 (加須利君) | 개로왕 蓋鹵王 (加須利君) | 개로왕 蓋鹵王 (加須利君) | 개로왕 蓋鹵王 (加須利君) | 개로왕 蓋鹵王 (加須利君) |  |  |  |  |  |  | 곤지 昆支 (軍君) | 곤지 昆支 (軍君) | 곤지 昆支 (軍君) | 곤지 昆支 (軍君) | 곤지 昆支 (軍君) | 곤지 昆支 (軍君) |  |  |  |  |  |  |               |               |               |               |               |               |  |  |  |  |  |  |  |  |  |  |  |  |  |  |  |  |  |  |  |  |
|  |  |               |               |               |               |               |               |  |  |  |  |  |  |                          |                          |                          |                          |                          |                          |  |  |  |  |  |  |                  |                  |                  |                  |                  |                  |  |  |  |  |  |  |               |               |               |               |               |               |  |  |  |  |  |  |  |  |  |  |  |  |  |  |  |  |  |  |  |  |
|  |  | 삼근왕 三斤王 | 삼근왕 三斤王 | 삼근왕 三斤王 | 삼근왕 三斤王 | 삼근왕 三斤王 | 삼근왕 三斤王 |  |  |  |  |  |  |                          |                          |                          |                          |                          |                          |  |  |  |  |  |  | 무령왕 武寧王    | 무령왕 武寧王    | 무령왕 武寧王    | 무령왕 武寧王    | 무령왕 武寧王    | 무령왕 武寧王    |  |  |  |  |  |  | 동성왕 東城王 | 동성왕 東城王 | 동성왕 東城王 | 동성왕 東城王 | 동성왕 東城王 | 동성왕 東城王 |  |  |  |  |  |  |  |  |  |  |  |  |  |  |  |  |  |  |  |  |

## 개로왕이 등장하는 작품
- 《전설의 고향》(도미의 처) (KBS, 1997년, 배우:민욱)
- 《제왕의 딸 수백향》 (MBC, 2013년, 배우:이기영)
- 《뮤지컬 아랑가》 (2016년, 배우:강필석, 윤형렬)
- 《한국사기》 (KBS, 2017년, 배우:강영구)

## 같이 보기
- 신라
  - 눌지 마립간 (417년 ~ 458년)
  - 자비 마립간 (458년 ~ 479년)
- 고구려
  - 장수왕 (413년 ~ 491년)
- 가야
  - 질지왕 (451년~491년)
- 왜
  - 안코 천황 (454년~456년)
  - 유랴쿠 천황 (457년~479년)